# Ernst Heinrich Weber
Ernst Heinrich Weber (ur. 24 czerwca 1795 w Wittenberdze, zm. 26 stycznia 1878 w Lipsku) – niemiecki anatom, fizjolog i psycholog; brat fizyka Wilhelma Eduarda Webera.
W latach 1818–1871 pracował na Uniwersytecie w Lipsku. Jest autorem prawa określającego zależność między bodźcami i wyrażeniami zmysłowymi. Sformułował prawo Webera-Fechnera, uzależniające odpowiedź od bodźca pobudzającego. Prawo to zostało ujęte w matematyczną postać przez Gustava Theodora Fechnera. Wraz z bratem Eduardem odkrył działanie hamujące nerwu błędnego na czynność serca. Opisał szkieletowe połączenie między pęcherzem pławnym i błędnikiem u ryb, nazwane na jego cześć narządem Webera. W 1859 odznaczony został Pour le Mérite za Naukę i Sztukę